# Club Deportivo Tuilla
El Club Deportivo Tuilla es un club de fútbol de España, de la parroquia de Tuilla, en el concejo de Langreo en Asturias. Fue fundado en 1952 y actualmente milita en el grupo II de la Tercera Federación. Su estadio es El Candín con una capacidad aproximada de 2800 espectadores.

## Historia

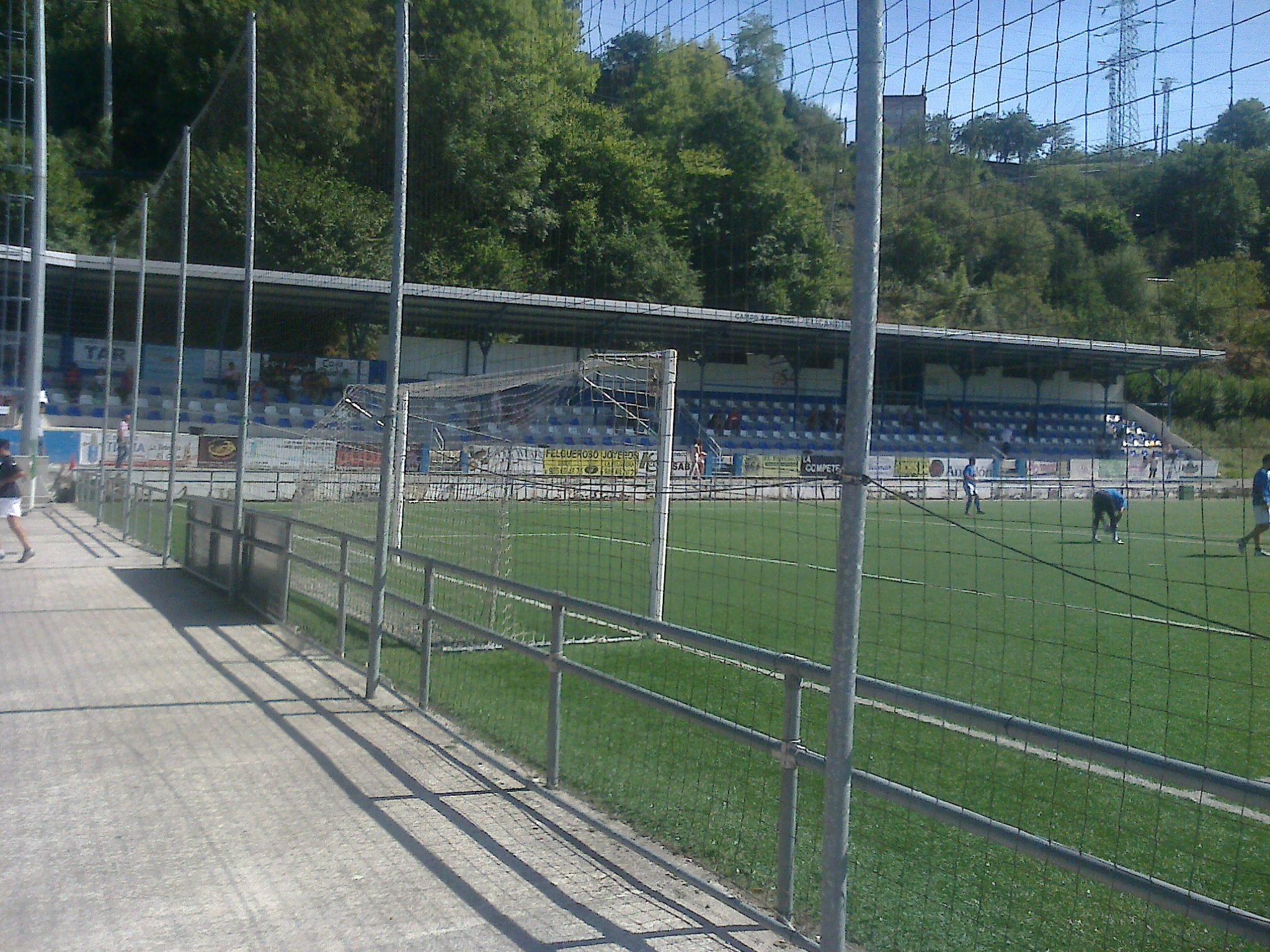
Tribuna del estadio El Candín.

### Primeros años
Al principio en su fundación se creó una junta pro-campo durante cinco años, que impulsó e hizo grandes mejoras en el terreno de juego con la colaboración de la empresa Duro Felguera.[cita requerida] El 11 de julio de 1952 se inscribió en Segunda Regional, siendo presidente Arsenio Antuña, acompañándolo como directivos la mayor parte de la junta pro-campo. El 18 de octubre tuvo lugar el luctuoso suceso del fallecimiento del portero Manuel García Mata durante un partido jugado contra el Unión Estudiantes de Gijón. El accidente ocurrió al caer sobre el balón. Solicitó el club a la Federación permiso para llevar brazalete negro durante toda esa temporada y le fue concedido.[cita requerida]
En la temporada 1987-88 debutaría en la Tercera División. En los siguientes años alternaría las temporadas entre la Tercera y la Regional Preferente.

### SigloXXI
En este siglo XXI, el club vive su época más exitosa. En la 2004-05 ascendería a Tercera División para no volver a bajar y lograr consolidarse en la Tercera División. Se proclamó campeón de la Copa Real Federación Española de Fútbol a nivel autonómico en la edición 2007-08, llegando a semifinales a nivel nacional tras eliminar al Club Deportivo Laguna, Sociedad Deportiva Lemona y la U. D. San Sebastián de los Reyes aunque caería finalmente eliminado por el Club Deportivo Ourense. 
También repetiría su victoria en este campeonato en la temporada 2011-12, siendo entrenador de los arlequinados el técnico Abelardo Fernández. La temporada 2012-13 se convirtió en la más exitosa de la historia del club al conseguir proclamarse campeón de la Copa Federación a nivel autonómico y también el campeonato de Tercera División por primera vez aunque caería en la primera ronda contra Las Palmas Atlético y en la repesca contra el Real Club Deportivo de La Coruña "B". Al quedar campeón de su grupo, participó en la Copa del Rey de la 2013-14, en donde alcanzaría la segunda ronda tras eliminar al Club Deportivo Tropezón y caer eliminado por el Burgos Club de Fútbol.
Hasta el momento el club ha disputado cinco promociones de play-off de ascenso a la Segunda División B y una a Segunda Federación, no consiguiendo materializar el ascenso en ninguna de ellas.

## Datos del club

### Trayectoria en competiciones nacionales
- Temporadas en Primera División: 0
- Temporadas en Segunda División: 0
- Temporadas en Primera Federación: 0
- Temporadas en Segunda Federación: 0
- Temporadas en Tercera: 27
- Participaciones en Copa del Rey: 1 (2013-14).

### Récords
- Mejor puesto en Tercera División: 1º (2012-13).
- Peor puesto en Tercera División: 19º (2000-01).
- Victoria más abultada fuera: U. P de Langreo 0-5 C. D. Tuilla (2013-14).
- Victoria más abultada en casa: CD Tuilla 8-1 Candás C. F. (2007-08).
- Derrota más abultada: Real Oviedo 6-0 C. D. Tuilla (2007-08).

## Uniforme
En la temporada 2022-23 las equipaciones del equipo son obra de la firma española Luanvi.
- Uniforme titular: camiseta a dos bandas verticales, una celeste y la otra blanca; pantalón y medias azul celeste.
- Uniforme alternativo: camiseta con franjas verticales negras y azul grisáceo, con ribete blanco en las bocamangas; pantalón negro con detalles blancos y medias blanquinegras.

## Estadio
El Club Deportivo Tuilla disputa sus partidos como local en el Estadio de El Candín, situado en la propia localidad con una capacidad para aproximadamente 2800 espectadores. Tiene una superficie de hierba artificial, con unas dimensiones de 96 × 50 m. Posee una tribuna principal cubierta y con asientos. 

## Trayectoria
| Temporada | Nivel | Categoría               | Puesto | Copa del Rey |
| --------- | ----- | ----------------------- | ------ | ------------ |
| 1952-53   | 5     | 2.ª Regional            | 9.º    |              |
| 1953-54   | 5     | 2.ª Regional            | 3.º    |              |
| 1954-55   | 5     | 2.ª Regional            | 1.º    |              |
| 1955-56   | 4     | 1.ª Categoría Regional  | 4.º    |              |
| 1956-57   | 4     | 1.ª Categoría Regional  | 8.º    |              |
| 1957-58   | 4     | 1.ª Categoría Regional  | 7.º    |              |
| 1958-59   | 4     | 1.ª Categoría Regional  | 2.º    |              |
| 1959-60   | 4     | 1.ª Categoría Regional  | 6.º    |              |
| 1960-61   | 4     | 1.ª Categoría Regional  | 11.º   |              |
| 1961-62   | 4     | 1.ª Categoría Regional  | 4.º    |              |
| 1962-63   | 4     | 1.ª Categoría Regional  | 13.º   |              |
| 1963-64   | 4     | 1.ª Categoría Regional  | 15.º   |              |
| 1964-65   | 5     | 2.ª Regional            |        |              |
| 1965-66   | 5     | 2.ª Regional            | 8.º    |              |
| 1966-67   | 5     | 2.ª Regional            | 6.º    |              |
| 1967-68   | 5     | 2.ª Regional            | 2.º    |              |
| 1968-69   | 5     | 2.ª Regional            | 1.º    |              |
| 1969-70   | 4     | 1.ª Categoría Regional  | 3.º    |              |
| 1970-71   | 4     | 1.ª Categoría Regional  | 14.º   |              |
| 1971-72   | 4     | 1.ª Categoría Regional  | 20.º   |              |
| 1972-73   | 5     | 2.ª Regional            |        |              |
| 1973-74   | 5     | 2.ª Regional Preferente | 5.º    |              |
| 1974-75   | 5     | 2.ª Regional Preferente | 5.º    |              |
| 1975-76   | 5     | 2.ª Regional Preferente | 5.º    |              |
| 1976-77   | 5     | 2.ª Regional Preferente | 9.º    |              |
| 1977-78   | 6     | 2.ª Regional Preferente | 19.º   |              |
| 1978-79   | 7     | 2.ª Regional            | 3.º    |              |
| 1979-80   | 6     | 1.ª Regional            | 5.º    |              |
| 1980-81   | 6     | 1.ª Regional            | 2.º    |              |
| 1981-82   | 5     | Regional Preferente     | 9.º    |              |
| 1982-83   | 5     | Regional Preferente     | 7.º    |              |
| 1983-84   | 5     | Regional Preferente     | 12.º   |              |
| 1984-85   | 5     | Regional Preferente     | 15.º   |              |
| 1985-86   | 5     | Regional Preferente     | 14.º   |              |
| 1986-87   | 5     | Regional Preferente     | 2.º    |              |
| 1987-88   | 4     | 3.ª División            | 18.º   |              |
| 1988-89   | 5     | Regional Preferente     | 8.º    |              |
| 1989-90   | 5     | Regional Preferente     | 7.º    |              |
| 1990-91   | 5     | Regional Preferente     | 1.º    |              |
| 1991-92   | 4     | 3.ª División            | 17.º   |              |
| 1992-93   | 5     | Regional Preferente     | 8.º    |              |
| 1993-94   | 5     | Regional Preferente     | 3.º    |              |
| 1994-95   | 4     | 3.ª División            | 17.º   |              |
| 1995-96   | 5     | Regional Preferente     | 2.º    |              |
| 1996-97   | 4     | 3.ª División            | 14.º   |              |
| 1997-98   | 4     | 3.ª División            | 9.º    |              |
| 1998-99   | 4     | 3.ª División            | 6.º    |              |
| 1999-2000 | 4     | 3.ª División            | 13.º   |              |

| Temporada | Nivel | Categoría           | Puesto | Copa del Rey |
| --------- | ----- | ------------------- | ------ | ------------ |
| 2000-01   | 4     | 3.ª División        | 19.º   |              |
| 2001-02   | 5     | Regional Preferente | 4.º    |              |
| 2002-03   | 5     | Regional Preferente | 4.º    |              |
| 2003-04   | 5     | Regional Preferente | 8.º    |              |
| 2004-05   | 5     | Regional Preferente | 3.º    |              |
| 2005-06   | 4     | 3.ª División        | 15.º   |              |
| 2006-07   | 4     | 3.ª División        | 5.º    |              |
| 2007-08   | 4     | 3.ª División        | 6.º    |              |
| 2008-09   | 4     | 3.ª División        | 6.º    |              |
| 2009-10   | 4     | 3.ª División        | 7.º    |              |
| 2010-11   | 4     | 3.ª División        | 4.º    |              |
| 2011-12   | 4     | 3.ª División        | 4.º    |              |
| 2012-13   | 4     | 3.ª División        | 1.º    |              |
| 2013-14   | 4     | 3.ª División        | 6.º    | 2.ª ronda    |
| 2014-15   | 4     | 3.ª División        | 4.º    |              |
| 2015-16   | 4     | 3.ª División        | 5.º    |              |
| 2016-17   | 4     | 3.ª División        | 4.º    |              |
| 2017-18   | 4     | 3.ª División        | 7.º    |              |
| 2018-19   | 4     | 3.ª División        | 7.º    |              |
| 2019-20   | 4     | 3.ª División        | 5.º    |              |
| 2020-21   | 4     | 3.ª División        | 7.º    |              |
| 2021-22   | 5     | 3.ª División RFEF   | 9.º    |              |
| 2022-23   | 5     | 3.ª Federación      | 11.º   |              |
| 2023-24   | 5     | 3.ª Federación      | 7.º    |              |
| 2024-25   | 5     | 3.ª Federación      |        |              |

## Palmarés

### Torneos nacionales
- Tercera División (1): 2012-13.

### Torneos autonómicos
- Copa Federación (fase autonómica de Asturias) (3): 2007-08, 2011-12, 2012-13.
- Subcampeón de la Copa Federación (fase autonómica de Asturias) (3): 1999, 2015 y 2019.
- Regional Preferente de Asturias (1): 1990-91.
- Subcampeón de la Regional Preferente de Asturias (3): 1958-59, 1986-87 y 1995-96.
- Subcampeón de la Primera Regional de Asturias (1): 1980-81.
- Segunda Regional de Asturias (2): 1954-55 y 1968-69.
- Subcampeón de la Segunda Regional de Asturias (1): 1967-68.

### Trofeos amistosos
- Memorial Ricardo Fernández (1): 2017.
- Trofeo Constantino Álvarez (1): 2013.
- Trofeo Hermanos Tarralva (1): 2013.
- Trofeo Villa de Lena (1): 2012.
- Trofeo Villa de Laviana-Memorial Ricardito (1): 2006.